# Camille Barthélemy
Camille Barthélemy, né le 28 novembre 1890 à Saint-Mard où il est mort le 12 janvier 1961, est un peintre, dessinateur et graveur belge.
Spécialisé dans la gravure à la pointe-sèche et la peinture à l'huile et à l'aquarelle, il est actif à Chiny et à Chameleux, un petit hameau de Florenville situé à la frontière française, pour être aussi proche de la nature qu'il cherche à restituer.

## Biographie
Camille Barthélémy, né le 28 novembre 1890 à Saint-Mard, est le fils de Nicolas Barthélémy, ajusteur, et d'Henriette Van Camberg.
Son professeur de dessin au collège communal de Virton, l'aquarelliste Nestor Outer, lui remarque très tôt des dons pour le dessin et l'encourage à poursuivre des études artistiques. De 1906 à 1914, Barthélemy fréquente ainsi l’Académie royale des Beaux-Arts de Bruxelles et fait ses débuts chez des peintres décorateurs Delvigne-Verlaet, Antoine Daens et Privat-Livemont. Comme décorateur, il réalise le Christ en Croix du réfectoire des moines de l'abbaye Notre-Dame d'Orval. Il pratique la peinture à partir de 1916, mais se consacre aussi à l'enseignement du dessin à l’École moyenne de Schaerbeek et de Diest.
Attiré d'abord par les paysages flamands et l'impressionnisme, il peint à Malines, Diest, Gand et Bruxelles. 
Il revient peu à peu à peindre les Ardennes en couleurs fortes et formes géométrisées. L’exposition L’Ardenne sous la neige (Bruxelles, 1931) le consacre comme l’un des meilleurs peintres de la région. Barthélemy s'en éloigne pourtant et s’installe à Chiny, dans une maison acquise en 1922 avec Irène Fech, institutrice à Arlon qu'il avait épousée en 1920, et s'attache à la peinture des paysages gaumais. Le Saint-Mardois plantera également son chevalet en Aveyron, sur la Costa Brava et au Maroc.  
Il participe à de nombreuses expositions en Belgique. Il était par ailleurs membre de l'Académie luxembourgeoise fondée en 1934 et prenait part régulièrement aux expositions annuelles organisées par celles-ci. Hors de Belgique, il est convié à trois expositions : celle de l'Art belge à Paris et à Alger (1927) et celle d'Art moderne à Brighton (1931). En 1928, il reçoit la première médaille d'argent du salon des Artistes français. 
En 1950, Barthélemy réalise une série de gravures dite des « Clochers de Gaume ». 
Il était par ailleurs l'ami de Richard Dupierreux, écrivain et personnalité wallonne et d'Adrien de Prémorel, écrivain pour qui il réalise des illustrations romantiques d'ouvrages et de contes. 
À la suite de son décès le 12 janvier 1961, il est inhumé au cimetière de Saint-Mard. 

## Sélection d'œuvres

### Peintures
- La meule sous la neige, huile sur carton, signée et datée C. Barthélemy 31, 26,5 × 34 cm.
- Porte du jardin de la maison de l’artiste à Chiny sous la neige, huile sur carton, signée et datée C. Barthélemy 29, 34 × 32 cm.
- Ruelle montante, huile sur feuille d’argent, 15 × 11 cm.
- Le semeur, dessin, 17 × 12 cm.
- Pont à Bruges, dessin, 17 × 12 cm.
- Effet de neige, 1926.
- Quai de la Main d'Or, 1927.
- Vieux Pignons à Malines, 1927.
- Vieux domaines, 1936.
- Paysage de Rochehaut, 1936.
- La Roche, 936.
- Vue de Sainte Cécile, huile sur panneau, signée et datée, 1929, 39,5 × 60 cm.
- Montée vers Saint-Donat, 1960.
- La Pétrusse à Luxembourg.
- Orval.
- Le vieux Pont de Chiny.

### Gravures
- Ruelle à Arlon, eau-forte, 36 × 24 cm
- Vieux quartier, eau-forte, 29,5 × 21,5 cm
- Vieux quartier, lithographie, 1931, 29,5 × 21,5 cm
- Orval, estampe (eau-forte), signée, 60 × 44 cm
- Église de Gérouville, eau-forte, signée, 22 × 17 cm
- Calvaire, eau-forte, signée, 55 × 54 cm
- Série d'eaux-fortes représentant les églises de villages gaumais.

### Illustrations et décoration
- Guide Cosyns, Florenville sur Semois, Touring Club de Belgique, 14 dessins de Camille Barthélémy, 1930
- Décoration de la salle d'attente du bâtiment de l'Institut George Eastman, parc Léopold, Bruxelles (cycle de fables de La Fontaine), papier marouflé, signé, 1935.
- Adrien de Prémorel, La Lesse, fille d'Ardenne, Desclée de Brouwer. Illustrations de Camille Barthélemy, 1941.

## Collections publiques

### Musée Gaspar
Collection de l'Institut Archéologique du Luxembourg. Nombreuses œuvres dont des aquarelles et estampes.

### Musée Gaumais (Virton)
Huiles, aquarelles et estampes.
Une série de tableaux et d'eaux-fortes de Barthélemy étaient exposées en permanence à Florenville, à l'Hôtel de France, avant sa fermeture.

## Hommages
- Une rue de Saint-Mard a été rebaptisée « rue Camille Barthélémy » en 1954 après le don par Camille Barthélémy d'une collection d'eaux fortes et de deux tableaux à sa commune.